# Veselivka, Znameanka
Veselivka (în ucraineană Веселівка) este un sat în comuna Ivankivți din raionul Znameanka, regiunea Kirovohrad, Ucraina.

## Demografie
Componența lingvistică a localității Veselivka
     Ucraineană (100%)
Conform recensământului din 2001, toată populația localității Veselivka era vorbitoare de ucraineană (100%).